# Graphics Double Data Rate

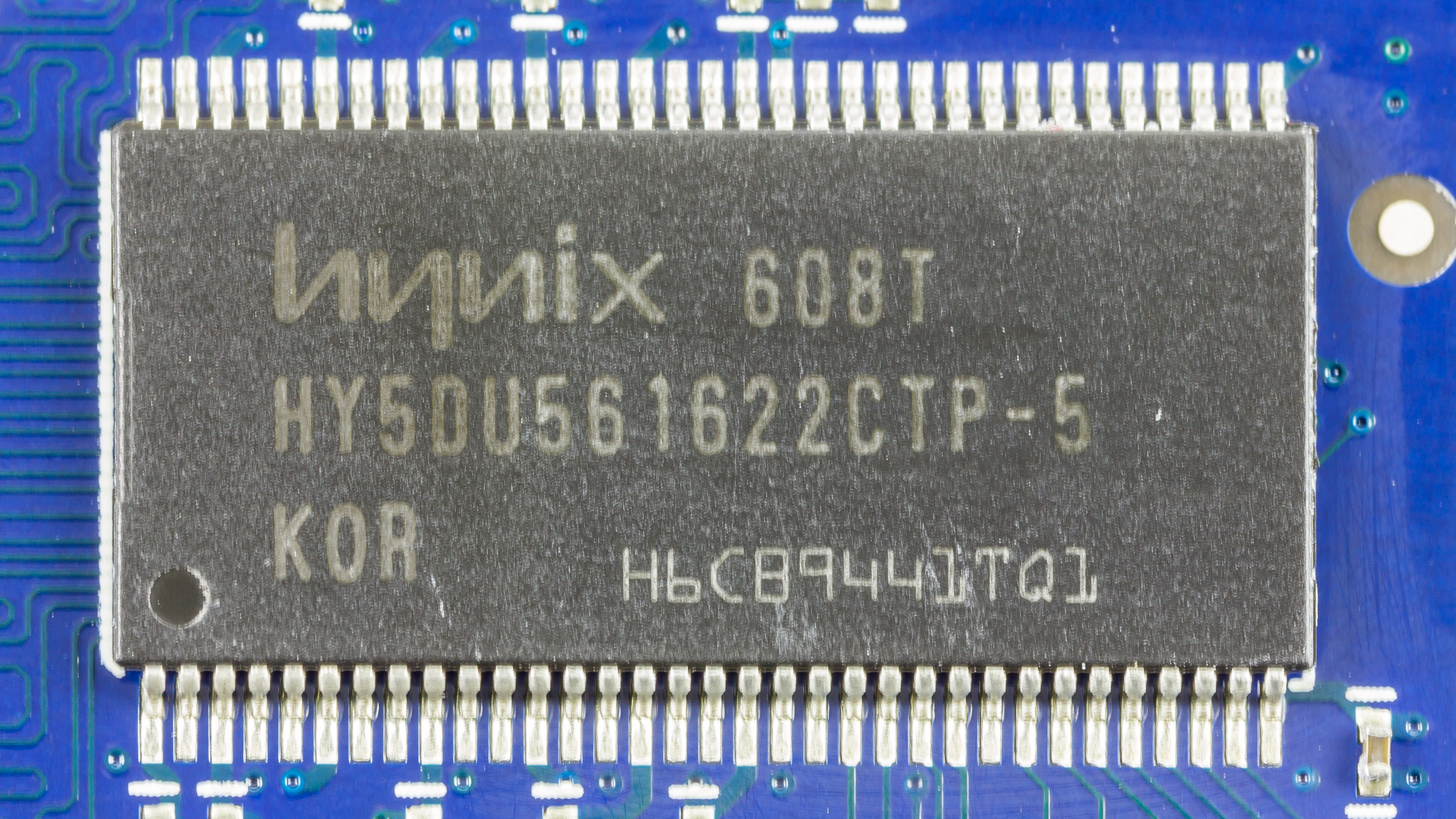
Hynix 256 MBit GDDR-SDRAM

Graphics Double Data Rate, kurz GDDR, ist spezieller DDR-Speicher mit höheren Transferraten. Erreicht wird dies durch:
- fest verlöteter Speicher (statt 1 oder 2 Steckkontakte),
- extrem kurze und direkte Signalwege direkt neben CPU oder Graphikchip (statt über CPU-Chip, CPU-Sockel, PCB-1, RAM-Sockel, PCB-2 zum RAM-Baustein),
- Abstimmung von Prozessor-Chip, PCB und RAM-Chip beim Hersteller (es muss nicht jede mögliche Komponente mit jeder anderen zusammenarbeiten),
- nur 1 Speicherchip pro Leitung, Point-to-Point-Verbindung (nicht wie bei DDR-RAM: bis zu 2),
- Optimierung des Chip-Designs auf hohe Taktraten teilweise bei Kompromissen für die Latenzzeiten sowie
- weitere Optimierungen wie 16-fach Prefetching (kommt allerdings auch bei DDR-5-Speicher vor), QDR, PAM-4.

Dadurch lässt sich die Datenübertragungsrate bei gleicher Busbreite gegenüber schnellem DDR-RAM etwa vervierfachen. Er wird vorwiegend in Grafikkarten eingesetzt. Weiter Anwendung findet er in Spielkonsolen und Spezialprozessoren wie Intel Xeon Phi, die hohe Bandbreiten benötigen und auf denen Speicher auf der Hauptplatine verlötet sein kann. Da GDDR-Speicher anders als DDR-Speicher angesteuert wird, muss dieser vom verwendeten Prozessor unterstützt werden.

## Typen
| GDDR Gen. | Takt (GHz) | Takt (GHz) | Leitungs- Code           | Transfer-Rate (GB/s) | Transfer-Rate (GB/s) | Transfer-Rate (GB/s) | Bus- breite | Pre- fetch | Betriebs- spannung VDD / VDDQ | Gehäuse       | JEDEC-Norm                             |
| GDDR Gen. | I/O        | Data       | Leitungs- Code           | 32 bit               | 8×32 bit             | 12×32 bit            | Bus- breite | Pre- fetch | Betriebs- spannung VDD / VDDQ | Gehäuse       | JEDEC-Norm                             |
| --------- | ---------- | ---------- | ------------------------ | -------------------- | -------------------- | -------------------- | ----------- | ---------- | ----------------------------- | ------------- | -------------------------------------- |
| 1         | 0,16…0,4   | 0,32…0,8   | DDR-NRZ                  | 1,3…3,2              | 10,4…25,6            |                      | 2×32 bit    | 02-fach    | 02,5 V / 2,5 V                |               | JESD21C-2005, 3.11.5.2                 |
| 2         | 00,4…0,5   | 00,8…1     | DDR-NRZ                  | 3,2…4                | 25,6…32              |                      | 2×32 bit    |            | 02,5 V / 1,8 V                |               | JESD21C-2005, 3.11.5.6                 |
| 3         | 00,7…1,3   | 01,4…2,6   | DDR-NRZ                  | 5,6…10               | ,045…83              | 067…125              | 2×32 bit    | 04-fach    | 01,8 V / 1,8 V                | 170-Ball FBGA | JESD21C-2005, 3.11.5.7                 |
| 4         | 0,00…1,6   | 0,00…3,2   | DDR-NRZ                  | 0,0…13               | 00,0…102             | 000…153              | 2×32 bit    | 08-fach    |                               |               | JESD21C-2005, 3.11.5.8                 |
| 5         | 01,8…4     | 03,6…8     | DDR-NRZ                  | ,14…32               | ,115…256             | 173…384              | 2×32 bit    | 08-fach    | 01,5 V / 1,5 V                | 170-Ball FBGA | JESD212C-2016                          |
| 5X        | 0,05…7     | 0,10…14    | DDR-NRZ                  | ,40…56               | ,320…448             | 480…672              | 2×32 bit    | 16-fach    | 1,35 V / 1,35 V               | 190-Ball FBGA | JESD232A-2016                          |
| 6         | 03,5…5     | 0,14…20    | QDR-NRZ                  | ,56…80               | ,448…640             | 672…960              | 2×16 bit    | 16-fach    | 1,35 V / 1,35 V               | 180-Ball FBGA | JESD250A-2017                          |
| 6X        | 4,75…5,6   | 09,5…11,2  | QDR-PAM-4                | ,76…84               | ,608…717             | 912…1008             | 2×16 bit    | 16-fach    | 1,35 V / 1,35 V               | 180-Ball FBGA | bisher kein JEDEC                      |
| 7         | 10,5       | 21         | PAM-3, 3 Bit in 2 Takten | 126                  | 1008                 | 1512                 |             |            |                               |               | bisher kein JEDEC verfügbar in Cadence |

Folgende GDDR-Typen wurden bisher entwickelt:

### (G)DDR
GDDR basiert auf Speicherbausteinen nach DDR-SDRAM-Standard. Bei dieser ersten Generation liegt die Spannung von VDD und VDDQ bei 2,5 V. Mit Taktraten von 166 bis 400 MHz und Lese-Latenzen von 3, 4 und 5 Taktzyklen wird ein maximaler Datendurchsatz von 25,6 GB/s bei 256-Bit-Anbindung erreicht. GDDR arbeitet wie der DDR-SDRAM mit einem Zweifach-Prefetch.

### GDDR2
GDDR2 stellte als Weiterentwicklung von GDDR einen unpopulären Zwischenschritt dar, es wurden zwar höhere Taktfrequenzen erreicht, aber GDDR2 hatte Probleme mit der entstehenden Abwärme bei hohen Frequenzen. Nur auf wenigen Grafikkarten wie der GeForce FX 5800 Ultra wurde GDDR2 mit der maximalen Taktfrequenz von 500 MHz benutzt, die meisten Hersteller nutzen maximal 400 MHz oder darunter. Merkmale waren die VDD/VDDQ-Spannungen von 2,5/1,8 V, Taktraten von 400 MHz bis 500 MHz und Read-Latenzen von 5 bis 7 Taktzyklen. Damit wurde ein maximaler Datendurchsatz von 32 GByte/s bei 256-Bit-Anbindung erreicht.

### GDDR3

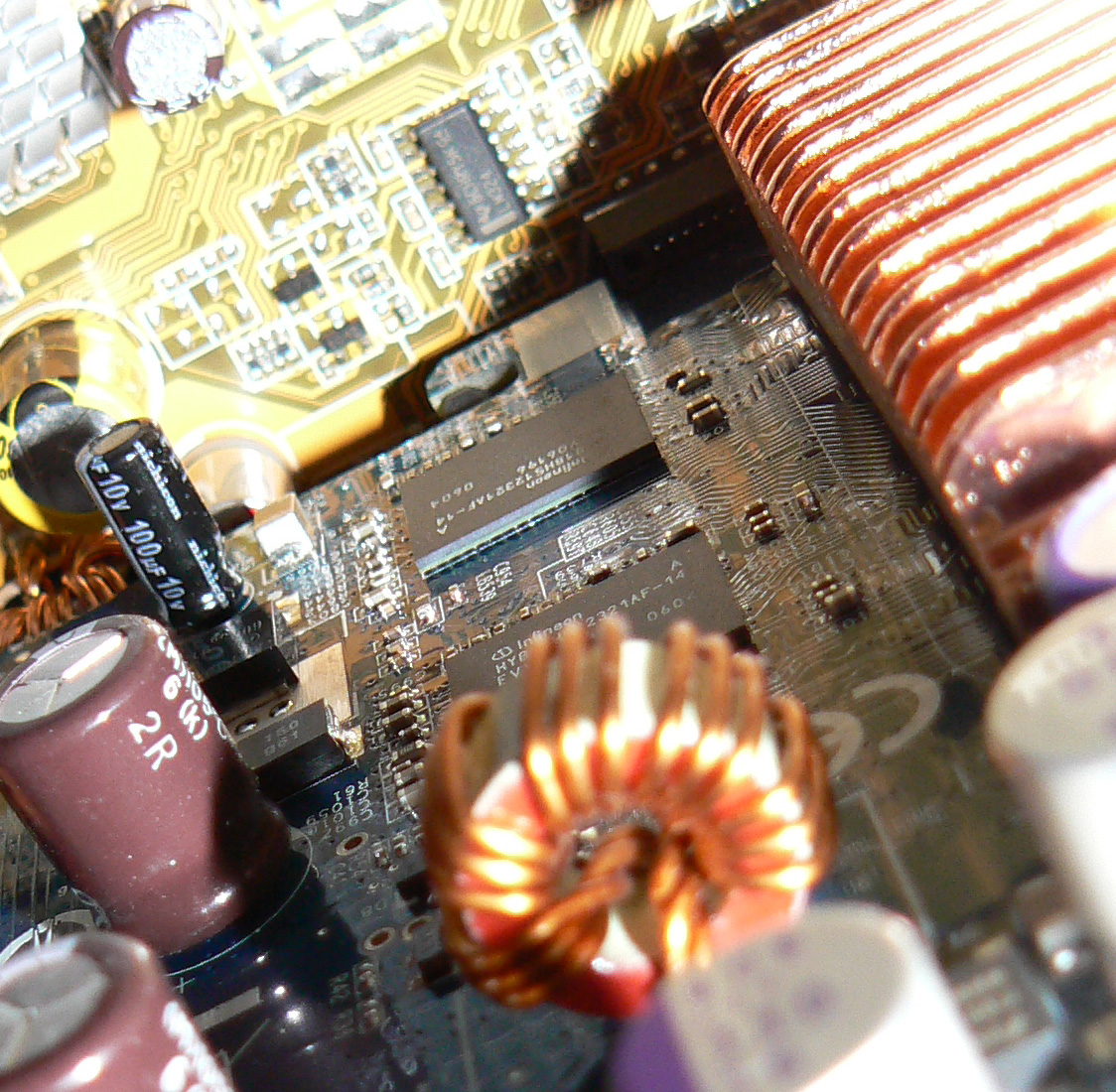
Zwei GDDR3-Speicherchips (Bildmitte) auf einer Grafikkarte

GDDR3 basiert auf DDR2-SDRAM. Wie schon bei (G)DDR wurde mittels niedriger Zugriffszeiten und veränderter Read-Latenzen auf hohen Speichertakt optimiert. GDDR3 arbeitet wie DDR2-SDRAM mit einer VDD/VDDQ-Spannung von 1,8 V. Bei Taktraten von 700 bis 1300 MHz und Read-Latenzen von 5 bis 9 Taktzyklen ist ein maximaler Datendurchsatz von 83,2 GB/s bei 256-Bit-Anbindung möglich. GDDR3 arbeitet wie der DDR2-SDRAM mit einem Vierfach-Prefetch.
Obwohl GDDR3 von ATI entworfen wurde, kam es zum ersten Mal im März 2004 bei der Nvidia Geforce FX 5700 Ultra und danach bei der Geforce 6800 Ultra zum Einsatz. Bei ATI selbst wurde der Speicher zum ersten Mal bei der Radeon X800 verbaut. Weitere bekannte Produkte, bei denen GDDR3 Verwendung findet, sind Sonys PlayStation 3 (256 MB für die Grafikkarte) und Microsofts Xbox 360 (512 MB werden von CPU und GPU gleichzeitig genutzt).

### GDDR4
GDDR4 verwendet einen Achtfach-Prefetch und basiert damit auf einer DDR3-ähnlichen Technik. Die Verdoppelung des Prefetches gegenüber GDDR3 erlaubt höhere Übertragungsraten bei gleichzeitig moderaterem internem Takt. Infolgedessen konnte auch die Versorgungsspannung gesenkt werden. Der Start der Serienproduktion von GDDR4 erfolgte bei Samsung am 5. Juli 2006. Hynix bietet GDDR4-Chips mit bis zu 1,6 GHz Taktfrequenz an. Im Zusammenspiel mit einem 256-Bit-Speicherinterface kann so eine Speicherbandbreite von bis zu 102,4 GB/s erreicht werden. Der erste Einsatz von GDDR4-Speicher auf einer Grafikkarte erfolgte bei der Radeon X1950 XTX von ATI, die mit einem Speichertakt von 1 GHz spezifiziert war. Ein weiterer Einsatz von GDDR4-Speicher erfolgte bei der Radeon HD 3870. Allerdings konnte sich GDDR4 nie auf breiter Front durchsetzen, wahrscheinlich auch weil GDDR3 durch Fertigungsfortschritte über 1 GHz Taktfrequenz erreichte.

### GDDR5
GDDR5-Chips gibt es mit einer Kapazität von 512 MBit bis 8 GBit. Bei Taktfrequenzen zwischen 1,8 und 4 GHz ergeben sich Transferraten von 3,6 bis 8 GT/s. Bei ×32-Chips ergibt das 14,4 bis 32 GByte/s, bei Grafikprozessoren mit 256 Datenleitungen und 8x GDDR5-Chips zwischen 115,2 und 256 GByte/s. Die erste Grafikkarte mit GDDR5 war die ATI Radeon HD 4870, die in den ersten Versionen über 512 MByte GDDR5-Speicher (3,6 GT/s und 115,2 GByte/s) verfügte. Die Großserienfertigung begann im ersten Halbjahr 2008. Qimonda hat die ersten GDDR5-SDRAM-Chips in größeren Stückzahlen ausgeliefert, während Hynix die ersten Muster vorstellte. Samsung hat GDDR5-Speicher mit reduzierter Versorgungsspannung von 1,35 V angekündigt. Sony verwendet bei der PlayStation 4 als Systemarbeitsspeicher 8 GByte GDDR5 mit 176 GByte/s Bandbreite. Samsung kündigte als erste Firma die Massenproduktion von 8-GBit-GDDR5-Speicherchips an.

### GDDR5X
GDDR5X wurde 2015 vorgestellt und am 27. Mai 2016 mit der Geforce GTX 1080 eingeführt. Bei Transferraten von 10 bis (geplanten) 14 Gbit/s pro Pin können über ein 256-Bit-Interface zwischen 320 und 448 GByte/s übertragen werden.

### GDDR6
GDDR6 wird vom Speicherhersteller Micron entwickelt. Wie Golem am 22. Dezember 2017 berichtete, hat Micron die Entwicklung abgeschlossen, und verteilt erste Testmuster an die Hardwarehersteller. Die Serienfertigung läuft seit 2018.
Die GDDR6-Speichermodule verwenden 180 Pins anstatt 190 Pins bei GDDR5(X). Sie werden ebenfalls mit einer Spannung von 1,35 V wie bei GDDR5X betrieben. Die Speicherbandbreite soll 16 GBit/s betragen, wobei die Testmuster nur 14 GBit/s erreichen. Es arbeiten auch Samsung und SK Hynix an GDDR6-Modulen. Die ersten breit verfügbaren Grafikkarten mit GDDR6 sind die im September 2018 veröffentlichten GeForce-RTX-Karten von Nvidia.

### GDDR6X
Wechselt von NRZ-PAM2- zu NRZ-PAM4-Modulation. Erstmalige Verwendung bei der Nvidia RTX 3080 und 3090.

### GDDR7
Informationen zu GDDR7 wurden im Oktober 2022 vorgestellt. Erstmaligige Verwendung in den NVIDIA RTX 5090 und 5080 Grafikkarten. Desktop-GPUs der RTX-50-Serie verwenden GDDR7-Module von Samsung, da diese früher zur Validierung verfügbar waren als Module von SK Hynix und Micron.